# The Boat That Rocked
The Boat That Rocked är en brittisk komedifilm från 2009, regisserad av Richard Curtis.

## Handling
Handlingen cirkulerar kring den unge Carl under 1960-talets England. Det är 1966, och en tid av illegala piratradiostationer som uppkommit på grund av att BBC endast spelar popmusik 45 minuter om dagen. Carl hamnar på en av dessa illegala piratradios, som är en båt som ligger och sänder från Nordsjön.
Filmen handlar om en grupp tuffa DJ:s som sänder dag och natt från båten till Storbritanniens befolkning, något som till landets premiärministers och flera ministrars stora missnöje, leder till ett hemligt krig mellan dessa parter. 
The Count, Quentin, Doctor Dave, Angus, Gavin, Simple Simon Swafford, One-hour John, Midningt Mark och Carl m.fl. sänder musik från Jimi Hendrix, David Bowie, Dusty Springfield, The Who, Cat Stevens, Beach boys och många fler.

## Historisk koppling
Berättelsen har många likheter med verkliga händelser runt radiopiraten Radio Caroline vars båt sjönk utanför Englands kust 1980. Båten var för övrigt samma fartyg som använts 20 år tidigare av svenska Radio Nord.

## I rollerna
- Philip Seymour Hoffman - The Count
- Bill Nighy - Quentin
- Tom Sturridge - Carl
- Rhys Ifans - Gavin
- Nick Frost - Dave
- Rhys Darby - Angus Knutsford
- Katherine Parkinson - Felicity
- Kenneth Branagh - Minister Dormandy
- Ralph Brown - Bob The Dawn Treader
- Talulah Riley - Marianne
- Jack Davenport - Twatt
- Will Adamsdale - Nyhetsuppläsare John
- Tom Wisdom - Midnatts Mark
- Emma Thompson - Carls Mamma
- January Jones - Elenore
- Olegar Fedoro - Kaptenen